# 教皇 (タロット)

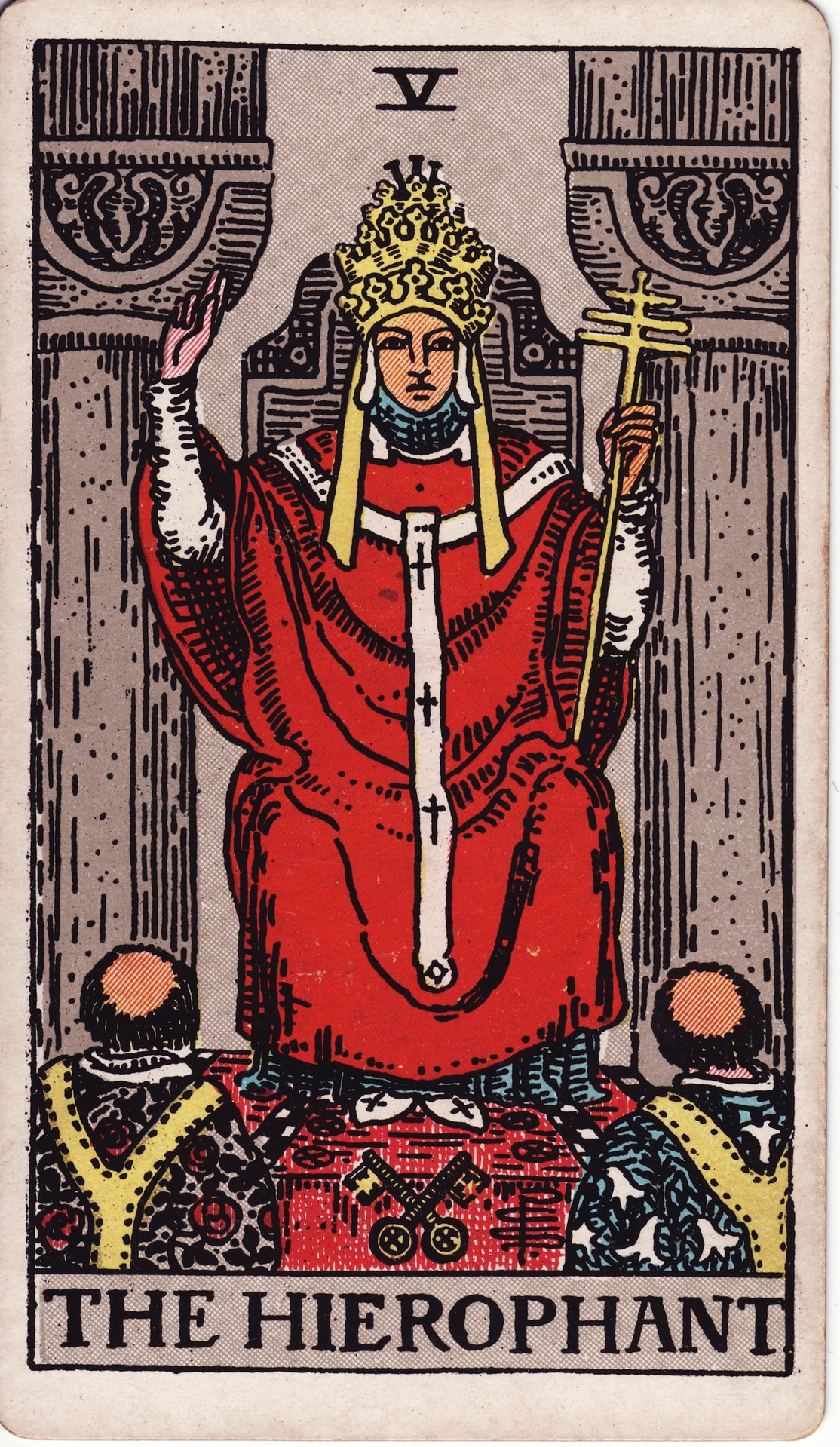
ウェイト版タロットの教皇

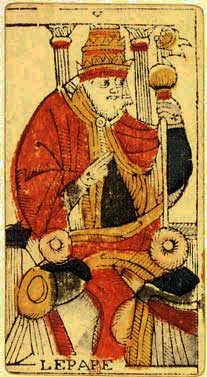
マルセイユ版タロットの教皇

教皇（きょうこう、英：The Hierophant, 仏：Le Pape）は、タロットの大アルカナに属するカードの1枚。日本語では法王（ほうおう）や司祭長（しさいちょう）、英語ではThe Popeと呼ばれることもある。
カード番号は「5」。前のカードは「4 皇帝」。次のカードは「6 恋人」。

## カードの意味
正位置の意味
慈悲、連帯・協調性、信頼、尊敬、優しさ、思いやり、自信、法令・規律の遵守、人徳。
逆位置の意味
守旧性（アンシャン・レジーム）、束縛、躊躇、不信感、独りよがり、逃避、虚栄、怠惰、お節介、固着。
アーサー・エドワード・ウェイトのタロット図解における解説では「信条・社会性・恵みと有徳」を意味するとされる。

## カバラとの関係
ヘブライ文字はヴァヴ（ו）、ただし複数の異説がある。「黄金の夜明け団」の説ではコクマーとケセドのセフィラを結合する経に関連付けられている。

## 占星術との対応
以下のような諸説がある。
- 星座：白羊宮説、金牛宮説[1]、獅子宮説、人馬宮説
- 惑星：水星説、木星説

## 寓画の解釈
その名が示す通り教皇と双子の聖職者がモチーフとされ、教皇が人々を祝福し、罪を赦す場面は慈悲の象徴とされる。中心の「教皇」、下部の二人の人物、上部の二本の柱が、トランプやサイコロなどで表される「5」の形をとり、「教皇」が「5」の支配者として揺るぎない立場にいることを表している。
「教皇」は「皇帝」と異なり宗教的な律法を司る。社会的道徳ではなく宗教的聖性に基づいて裁きを下す。また「教皇」と「女教皇」は共に教皇であるが、「教皇」は書物を持っていない。これは書物による法文の確認を必要としない──即ち「教皇」自身が法であることを示す。左手に掲げる杖の先端には、「霊」を象徴する十字架が3つも取り付けられている。この杖は、特にマルセイユ版では手袋と併せて「超越的な力を所有するのが個別的な人間の手ではないことを示す」と解釈している。また「教皇」の頭には「女教皇」と同様の三層の冠を確認できる。これらの「3」は霊的要素の強調（象徴学的な重複表現）を示し、「教皇」の力が（キリスト教の三位一体などの）人間の精神・肉体・魂に及んでいることを表している。
また、マルセイユ版、ウェイト版ともに「教皇」と下部の二人の人物を見比べると、明らかに大きさの比率が不自然であることがわかるが、これは神的なものと関わりを持とうとする人間の努力が、外在的に形を帯びたもの、即ち「教皇」を投影的イメージの象徴とする解釈が行われているためとされている（もっとも、前近代の図像学（図像表現における記号的な決まりごと、約束の体系）においては､重要な人物をリアルな比率を無視して巨大に描くことはごく一般的なことであった）。二人の人物は聖職者を表し（マルセイユ版では少々分かり難いが、ウェイト版同様二人ともザビエルのような剃髪（トンスラ）が行われている）、特にウェイト版に見られるように判で押したように瓜二つなことから双子と解釈される。双子は象徴的に二面性を表し、人間の宗教的部分、また人生のあらゆる場面における二面性を表している。
また、全体の構図は「悪魔」と対になっている。「悪魔」のカードでは「教皇」が悪魔となり、下の二人が前向きで描かれている。対してマルセイユ版の「教皇」はそっぽを向き、下の二人に対してどこか冷ややかな態度である。
ウェイト版とマルセイユ版を見比べて分かるように、22枚の大アルカナの中でウェイトが（恋人などのように）大きく構図を変更しなかったうちの1枚である。主な変更点は、人物の向きや右手の位置、杖を持つ左手の手袋の有無、足元にある交差した鍵の有無（バチカン市国の国旗にもほぼ同様の紋章が描かれている）、柱のサイズや位置、全体の配色・レイアウトなどである。ウェイト版では「女教皇」と同様の構図で二本の柱が描かれるが、「教皇」の柱はより対称的に描かれている。